# Glenea griseolineata
Glenea griseolineata es una especie de escarabajo del género Glenea, familia Cerambycidae. Fue descrita científicamente por Breuning en 1956.
Habita en Filipinas. Esta especie mide 11 mm.